# Abaújvár
Abaújvár is een plaats (község) en gemeente in het Hongaarse comitaat Borsod-Abaúj-Zemplén. Abaújvár telt 330 inwoners (2001). Het dorp was vanaf de 13e eeuw het centrum van het historische Hongaarse comitaat Abaúj. In 1881 werd het comitaat samengevoegd tot Abaúj-Torna. De hoofdstad hiervan was Kassa, de huidige Slowaakse stad Kosice.